# Podczaszy
Podczaszy (łac. subpincerna później pocillator) – urząd dworski i ziemski w dawnej Polsce. Odpowiedzialny był za zarząd trunkami i napojami władcy lub króla, a w późniejszym czasie również deserami, przyprawami korzennymi itp.
Urząd wzmiankowany po raz pierwszy w XIII wieku. Z dokumentów wystawianych przez Kazimierza I, księcia opolsko-raciborskiego w latach dwudziestych tego wieku wynika, że podczaszy na jego dworze nie był urzędem nowym, a więc zapewne powszechnie znany był dużo wcześniej na dworach piastowskich. Został utworzony jako pomocniczy dla cześnika.

## Ewolucja kompetencji
Podczaszy zajmował się w czasie uczt rozlewaniem napojów do kielichów oraz dbał, aby trunków nie zabrakło. Cześnik podawał kielich władcy. Funkcja cześnika była prestiżowa, jednak podczaszego była ważniejsza i bardziej odpowiedzialna, dlatego też nastąpiła ewolucja tych godności. Znaczenie podczaszego zaczęło rosnąć – objął zarząd piwnic królewskich oraz nadzorował służbę królewską zatrudnioną przy podawaniu napojów. Poza napojami zaczął również opiekować się deserami. Jemu też powierzono klucz do pomieszczenia, w którym przechowywane były, bardzo wówczas cenne, korzenne przyprawy.
W hierarchii godności podczaszy wyprzedził cześnika, któremu pozostała tylko pierwotna funkcja. Pod koniec XV wieku cześnik nie miał już nawet wyłączności na bezpośrednie usługiwanie królowi – robił to również podczaszy. W tym czasie zmieniła się też nazwa urzędu w nomenklaturze łacińskiej. Aby nie sugerować jakiejś zależności podczaszego od cześnika, zaczęto go nazywać zamiast subpincerna mianem pocillator.
Z czasem urząd przekształcił się w honorowy, a rzeczywiste czynności wykonywali dworzanie. Urząd podczaszego nadwornego, koronnego i litewskiego oraz podczaszych ziemskich utrzymał się do końca I Rzeczypospolitej.

## Podczaszy nadworny

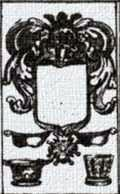
Herb podczaszego

W XVI wieku i później podczaszostwo nadworne było urzędem honorowym i nie wiązało się z realnymi funkcjami, z wyjątkiem obsługi króla podczas wielkich uroczystości. Tytuł podczaszego był godnością nadawaną przez króla. Często otrzymywali go młodzi magnaci w początku swojej kariery. Dla niektórych, zwłaszcza przedstawicieli średniej szlachty był jednak nieraz jej zwieńczeniem. Również przedstawiciele magnaterii o niewygórowanych ambicjach lub wobec braku predyspozycji, pozostawali przy tej stosunkowo niewysokiej godności. Jak wszystkie urzędy Rzeczypospolitej podczaszy był tytułem dożywotnim, chyba że piastujący go otrzymał awans. Jednocześnie było dwóch podczaszych: koronny i litewski. Otrzymując tytuł podczaszy ozdabiał swoją tarczę herbową insygniami przynależnymi podczaszemu.
Podczaszym koronnym był na przykład późniejszy wojewoda sandomierski Jan Sobiepan Zamoyski, pierwszy mąż Marysieńki Sobieskiej, który w 1655 roku awansował na to stanowisko z krajczego koronnego. Od podczaszostwa koronnego zaczynał swoją karierę Stanisław Leszczyński, a od litewskiego hetman wielki koronny Jan Klemens Branicki.

## Podczaszy ziemski
Urzędy ziemskie wykształciły się w znacznej części z urzędów nadwornych księstw z okresu rozbicia dzielnicowego. Po zjednoczeniu Polski pozostały jako urzędy ziemskie, w większości czysto honorowe. Stopniowo rozciągnięto je na ziemie nie będące wcześniej księstwami a potem utworzono w litewskich powiatach. Podczaszy ziemski miał więc taki sam rodowód jak koronny i litewski. W hierarchii urzędów ziemskich w Koronie podczaszy brał szóste miejsce (pomijając kilka lokalnych odrębności) i zawsze występował przed cześnikiem, który był dopiero dziewiąty. Powiaty litewskie miały dłuższą i nieco odmienną hierarchię (ale wszędzie jednolitą) urzędników ziemskich. Podczaszy był tu czternasty (na 23 urzędy) i bezpośrednio wyprzedzał cześnika. Podczaszego ziemskiego mianował król spośród szlachty posesjonatów ziemi lub powiatu, dożywotnio, chyba że szlachcic dostąpił wyższej godności. Podczaszy nie pełnił żadnych realnych funkcji. Tytuł otrzymywali zasadniczo, tak jak wszystkie urzędy ziemskie, przedstawiciele średniej szlachty. Był on wyznacznikiem pozycji w lokalnej społeczności.
Na przykład w wywodzie genealogicznym generała Wojciecha Jaruzelskiego, pochodzącego ze szlachty podlaskiej, znajduje się podczaszy dobrzyński Stefan Jaruzelski (pocz. XVIII wieku) oraz podczaszy bielski Franciszek Jaruzelski (zmarły w 1744 roku).
Urząd polskiego podczaszego miał zasadniczo swoich odpowiedników na wszystkich dworach królewskich i książęcych. Różna była ich ważność i historia.